# میدلزبرو
میدلزبورو (به انگلیسی: Middlesbrough) شهری است در انگلستان واقع در ناحیه شمال شرقی انگلستان. جمعیت این شهر ۱۳۹٬۰۰۰ نفر است.

## نگارخانه

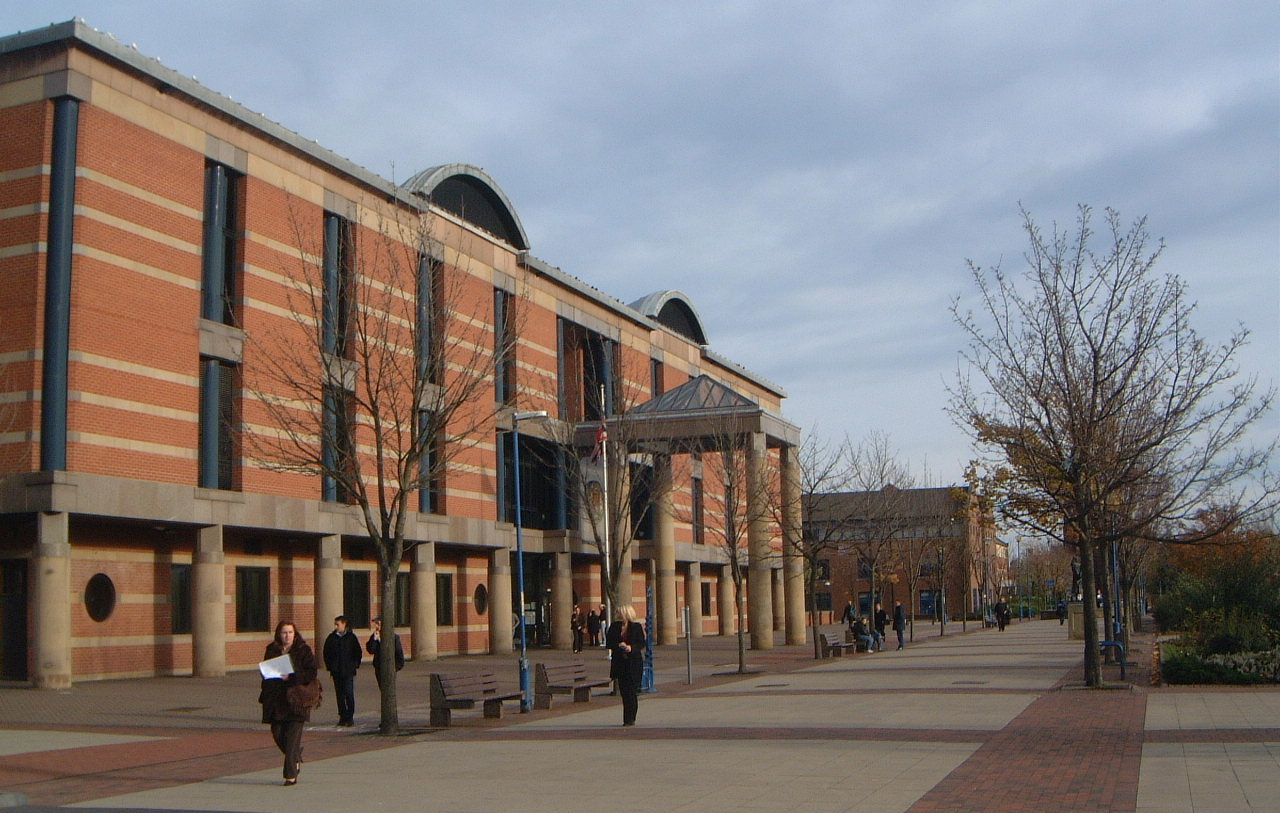
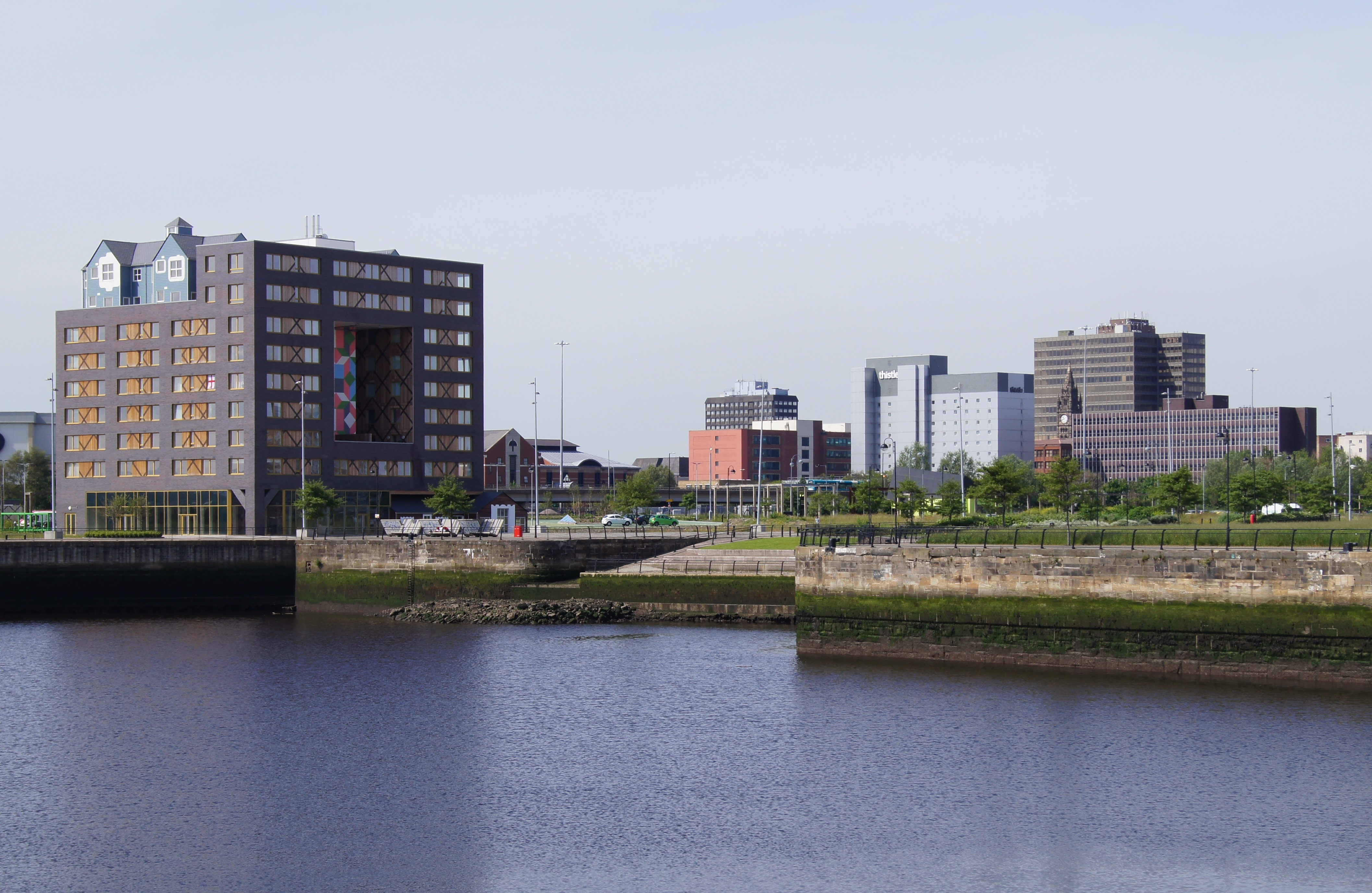
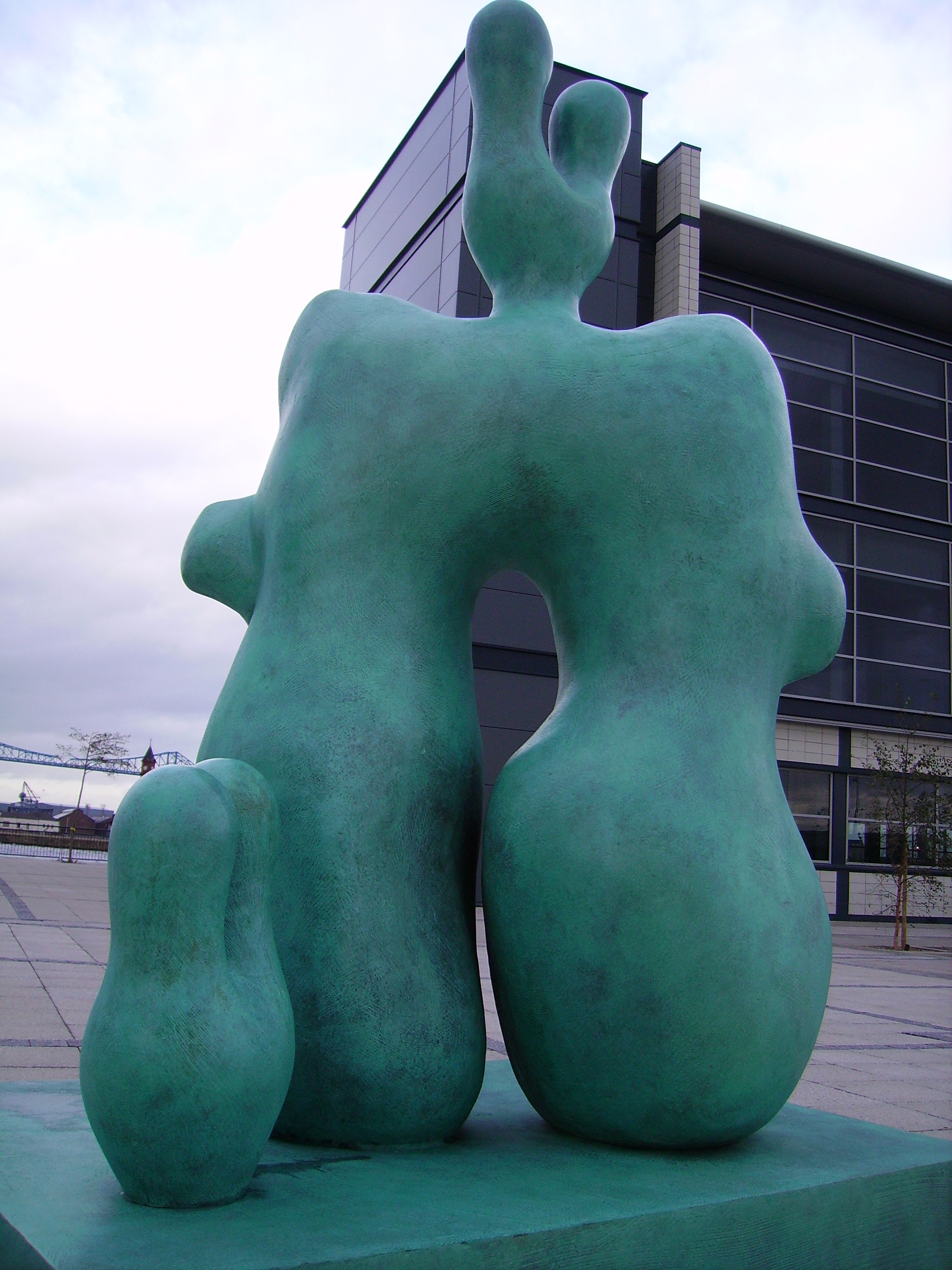